# Relations entre l'Autriche et l'Espagne
Les relations entre l'Autriche et l'Espagne sont les relations bilatérales de l'Autriche et de l'Espagne, deux États membres de l'Union européenne.

## Histoire

### Dynastie des Habsbourg (1516-1700)
Les relations entre ces deux pays trouvent leurs origines dans le lien de la maison de Habsbourg et la monarchie espagnole durant les XVIe et XVIIe siècles. La maison des Habsbourg est le nom de la dynastie qui régna alors sur l'Espagne, depuis le traité de Villafáfila (27 juin 1506), dans lequel Philippe Ier le Beau est reconnu comme roi consort de la Couronne de Castille, et recevant de son beau-père Ferdinand le Catholique la Couronne d'Aragon ; jusqu'à la mort, sans succession directe de Charles II l'Ensorcelé (1er novembre 1700) qui provoque la guerre de Succession d'Espagne.
La monarchie catholique espagnole fut durant cette période la puissance majeure en Europe. Les règnes de Charles Ier et Philippe II (marquant l'apogée de la puissance espagnole notamment par l'intégration du Portugal et de son empire) coïncident avec le Siècle d'or espagnol dans les arts et les lettres et annoncent la « décadence espagnole », c'est-à-dire la perte de son hégémonie européenne et une profonde crise économique et sociale.

### XXesiècle

#### Seconde Guerre mondiale
En 1938, l'Autriche est annexée au Troisième Reich. Jusqu'en 1945, les relations entre l'Espagne et la région autrichienne se confondent alors aux relations entre l'Allemagne et l'Espagne.

#### Fin duXXesiècle
Après les élections législatives autrichiennes de 1999, en dépit de la victoire du parti SPÖ de centre-gauche, le FPÖ (droite à extrême-droite) et l'ÖVP (centre-droit) parviennent à conclure un accord de gouvernement, formant ainsi la coalition noire-bleue. Cette coalition a entraîné de vives critiques de la part des 14 autres États membres de l'Union européenne.

### XXIesiècle
En février 2013, le ministre des Affaires étrangères espagnol José Manuel García-Margallo et son homologue autrichien Michael Spindelegger se sont rencontrés en marge du Ve Forum de l'Alliance des civilisations.
Le 28 mai 2013, le chancelier autrichien Werner Faymann se rend en visite en Espagne. En octobre de la même année, le président fédéral Heinz Fischer se rend à Madrid où il rencontre le Premier ministre Mariano Rajoy.

## Coopération thématique

### Économie
Les exportations de biens d'Espagne vers l'Autriche se sont élevées à 2,214 millions d'euros en 2016, soit 11 % en plus que l'année précédente. Le principal secteur où les exportations espagnoles vers l'Autriche ont augmenté est celui de l'automobile.
Les exportations autrichiennes vers l'Espagne se sont élevées, en 2016, à 2,181 millions d'euros, soit 9 % de plus que l'année précédente.

### Tourisme
Environ 960 000 touristes autrichiens se sont rendus en Espagne en 2016.

## Sources
- (es) Cet article est partiellement ou en totalité issu de l’article de Wikipédia en espagnol intitulé « Relaciones entre España y Austria » (voir la liste des auteurs).

## Compléments